# Hiroshi Fujiwara
Hiroshi Fujiwara (藤原ヒロシ?, Fujiwara Hiroshi; Ise, 1964) è un musicista, produttore discografico e designer giapponese.

## Biografia
Fujiwara nacque a Ise, nella prefettura di Mie. Si trasferì a Tokyo all'età di diciotto anni e divenne una figura di spicco nella scena della street fashion di Harajuku. Agli inizi degli anni '80, durante un viaggio a New York City, egli venne a contatto con la cultura hip hop; riportando le produzioni americane a Tokyo, diventò uno dei primi DJs hip hop giapponese, ed è noto per aver diffuso questo genere in Giappone. Successivamente si interessò alla produzione musicale, specializzandosi nei remixes.
Egli è conosciuto come uno dei padri della scena Ura-Harajuku ed è uno dei più importanti influencer nello streetwear a livello mondiale,  essendo il pioniere della linea "HTM" della Nike, e la linea "Fenom" per Levis. Inoltre, alla fine degli anni '80, creò il suo primo brand, Good Enough.
Nel 2003 appare nel film Lost in Translation. Come musicista, egli ha collaborato con svariati artisti, tra i quali vi sono i suoi amici Kahimi Karie, Janis Ian, Ua, and Eric Clapton. Sempre nel 2003 progettò una chitarra per Clapton, la quale fu fatta su misura dalla Martin Guitars, per dei concerti in Giappone. Inizialmente vennero prodotte solo otto di queste speciali chitarre nere dalla Martin, per poi raggiungere un totale di 476 chitarre. Nel 2006 seguì un'altra collaborazione tra Fujiwra e Clapton per una nuova chitarra.
Nel 2008, Fujiwara fece un'inaspettata apparizione negli Stati Uniti e partecipò nel gruppo dell'Imprint Culture Lab's Cult of Collaboration.